# Bas-côté
Ne doit pas être confondu avec Bas-côté (architecture religieuse)
 (juin 2025).
Si vous disposez d'ouvrages ou d'articles de référence ou si vous connaissez des sites web de qualité traitant du thème abordé ici, merci de compléter l'article en donnant les références utiles à sa vérifiabilité et en les liant à la section « Notes et références ».

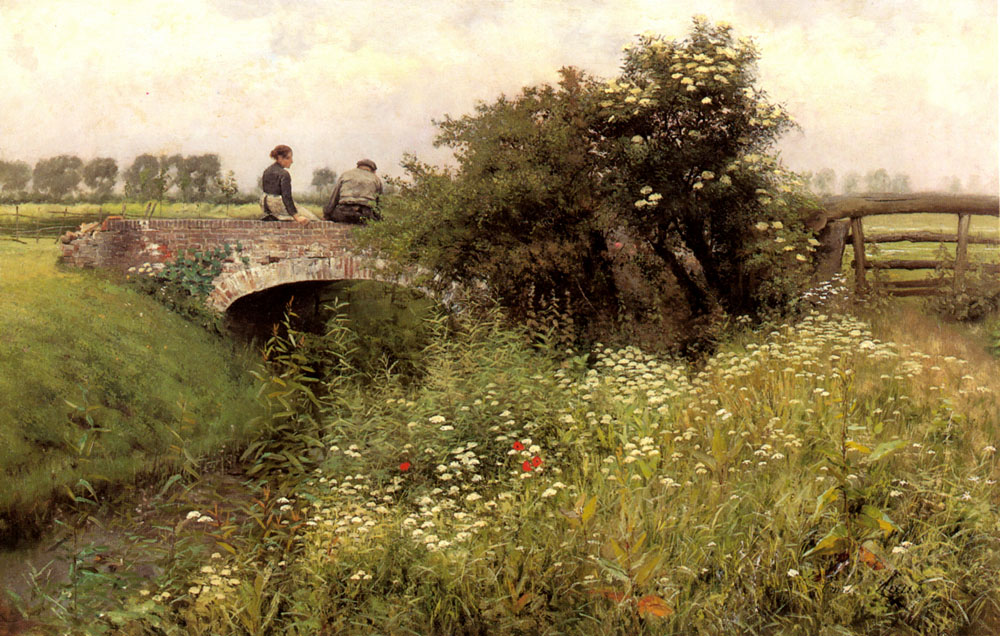
Berme de fossé et bas-côté (Émile Claus, Une rencontre sur le pont).

L’expression bas-côté désigne les accotements, et par extension les abords des routes tels que les bermes d'un fossé bordant une route ou un chemin. 
Certains bas-côtés peuvent avoir un intérêt paysager, et/ou jouer un rôle de corridor biologique pour certaines espèces animales, végétales ou de champignons.